# Стереотруба

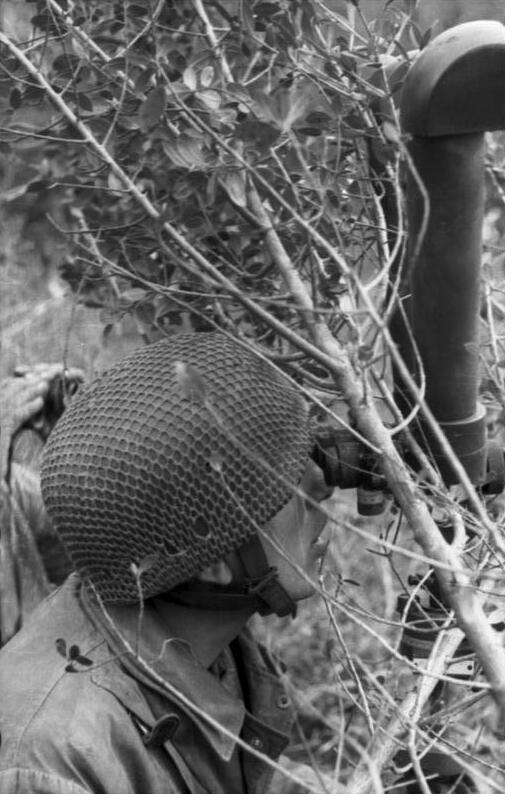
Процес використання стереотруби

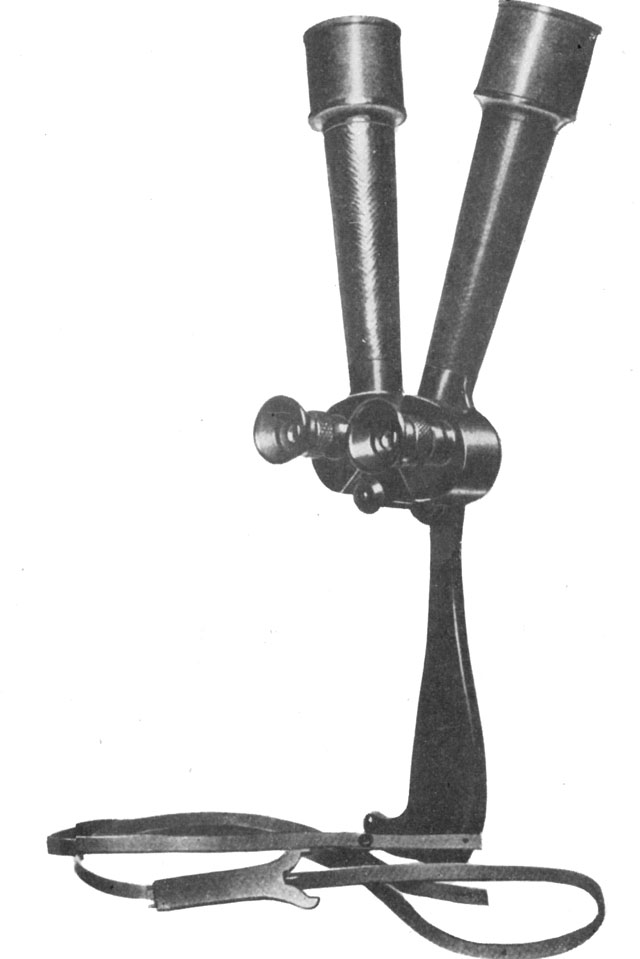
Стереотруба японського виробництва (ІІ Світова Війна)

Стереотруба — оптичний прилад, що складається з двох перископів, з'єднаних разом окулярів і розведених у сторони у об'єктивів, для спостереження віддалених предметів двома очима. За рахунок цього, на відміну від зорової труби, спостерігач бачить стереоскопічне зображення, причому стереоефект значно сильніше, ніж в біноклях. Посилення стереоефекту забезпечується оптичним збільшенням (кратністю) та розведенням об'єктивів. Чим ширше розведені в сторони об'єктиви, тим значніше видиме зображення стає перебільшено рельєфним.
Стереоскопічні труби використовуються при обладнанні пунктів спостереження та встановлюються на бронетехніку.
Подібний до стереотруби принцип використовується в бінокулярних стереоскопічних мікроскопах.